# الرائحة الكاذبة
الرائحة الزائفة هي رواية بوليسية للكاتبة النيوزيلندية نايو مارش. هي الرواية الحادية والعشرون التي ظهر فيها رودريك ألين، ونشرت لأول مرة في عام 1959 بواسطة كولينز في المملكة المتحدة وليتل براون في الولايات المتحدة. تدور أحداث القصة حول مقتل ممثلة مسرحية في ويست إند خلال حفل عيد ميلادها الخمسين، وتستمر القصة حول افتتان مارش بالمسرح والتمثيل.

## القصة
تحتفل ماري بيلامي، نجمة مسرح ويست إند للأفلام الكوميدية الخفيفة «جيدة الصنع»، المنغمسة والمتمركزة على نفسها، بدلاً من الأسلوب الجديد الأكثر حزناً لبيكيت أو أوزبورن أو بينتر، بعيد ميلادها الخمسين في منزلها بلندن. وتستقبل بالمسلسل جميع أفراد عائلتها وأصدقائها المقربين، وكل منهم يحمل الهدايا والتهاني والشائعات والأخبار. ومن بين هؤلاء: زوجها رجل الأعمال الثري، وخاطبها السابق المسن، وابنها بالتبني (الذي لعبت ماري دور البطولة في مسرحيته الأولى، وهي كوميديا خفيفة)، ومربيتها السابقة ومصممة الملابس السابقة وثلاثة من زملائها المسرحيين - صديقة ماري الممثلة بينكي. كافنديش ومصمم الأزياء المفضل لديها بيرتي ساراسين والمخرج المسرحي الرائع.
أخبارهم المختلفة تزعج ماري، التي تستسلم لمزاجها الذي لا يمكن السيطرة عليه بشكل متزايد في سلسلة مؤلمة من نوبات الغضب والتهديدات تجاه كل واحد منهم. كما تقول لها بينكي: «أنت آكلة لحوم البشر يا ماري، وقد حان الوقت لأن يمتلك شخص ما الشجاعة ليخبرك بذلك». تصل الأمور إلى ذروتها في حفل عيد الميلاد نفسه، الذي حضره الصحافة وطبقة مسرح لندن، عندما تنقلب ماري بشراسة على ابنها بالتبني والممثلة الشابة المجهولة التي يحبها والتي كتب لها مسرحيته الجديدة. اقتحمت ماري غرفة نومها وتم العثور عليها وهي ميتة بشكل رهيب بعد رش نفسها من زجاجة عطر ملأها شخص ما بمادة سامة «سلايبست» تستخدم للنباتات المحفوظة في أصص.
يقوم رودريك ألين بالتحقيق، وإجراء مقابلات مع المشتبه بهم، والتحقيق في التوترات، وسحب الهياكل العظمية من الخزانات وتحديد هوية القاتل.

## إشارات إلى أناس حقيقيين
يوحي المخرج في رواية تيمون «تيمي» غانتري، بالاسم والأسلوب لمخرج الحياة الواقعية تايرون غوثري، الذي عرفته مارش وأعجبت به كثيرًا.

## الاستقبال
استقبلت رواية الرائحة الزائفة بشكل جيد وبيعت بشكل جيد.
وعلقت صحيفة نيويورك تايمز قائلة: «المؤلف يهيئ المسرح بمهارة سهلة: تجدر الإشارة إلى أن المرء لا ينفد صبره تجاه ألين، على الرغم من أنه لم يستدعى حتى الصفحة 106 من رواية مكونة من 273 صفحة... بهذا الدخول المشؤوم ، رواية أخف من الهواء عن المتناحرين تتحول على الفور إلى Q.E.D مُدار بدقة في هندسة الموت.»
تصفها كاتبة السيرة الذاتية جوان درايتون بأنها «رواية خاملة إلى حد ما، ولكن بعد أن بدأ تحقيق ألين»، كتبت عن مارش وهي تقوم بتمثيل الرواية مع صديقة العائلة العظيمة إيلين ماكاي لصالح شركة ورثينج ("تصارعت مع ما «اعتقدت أنها واحدة من رواياتها الأضعف»)، نقلاً عن تعليق مارش: «أعتقد أن الخطأ قد يكون أنه، مثل العديد من كتبي، يقع بين تيكري [كما أطلقت على خيالها البوليسي] وكوميديا الأخلاق.» [بحاجة لمصدر]

## الاقتباسات
عدلت الرواية للمسرح من قبل مارش وإيلين ماكاي في عام 1960. وعرضت في مسرح كونوت في ورثينج في عام 1961.